# Franz Keller (psicologo)
Franz Keller (19 maggio 1913 – 12 settembre 1991) è stato uno psicologo, attivista, scrittore e redattore svizzero.
Keller ha studiato psicologia nella Università di Berna, Dr. nel 1938. Ha pubblicato articoli sulla psicologia di genere e sul pacifismo. È conosciuto come attivista socialista cattolico.
Corrispondenza e scritti vari sono nel Archivio sociale svizzero nella città di Zurigo.